# Muraenolepis andriashevi
Muraenolepis andriashevi is een straalvinnige vissensoort uit de familie van aalkabeljauwen (Muraenolepididae). De wetenschappelijke naam van de soort is voor het eerst geldig gepubliceerd in 2005 door Balushkin & Prirodina.